# Chrysso picturata
Chrysso picturata là một loài nhện trong họ Theridiidae.
Loài này thuộc chi Chrysso. Chrysso picturata được Eugène Simon miêu tả năm 1895.